# François Le Duc
François Le Duc ou Leduc, dit Toscane est un architecte et entrepreneur français originaire de Normandie vers 1640, et mort à Saint-Maixent en 1698. Il aurait été inhumé dans le côté gauche de l'église abbatiale. Il s'est illustré avec son fils, Pierre Le Duc, dans la restauration et la reconstruction de nombreux monastères du Poitou saccagés au cours des guerres de religion et à la construction de nouveaux couvents ou monastères nés du renouveau de la vie religieuse au XVIIe siècle.
Dans le Journal des choses mémorables de l'abbaye de Saint-Maixent 1634-1735, François Le Duc est dit normand de la ville de Caudebec. Cependant, aucun document et acte de baptême ne permet de confirmer qu'il soit né à Caudebec.

## Biographie
François Le Duc est cité pour la première fois en 1668 à Saint-Jean-d'Angély où il se marie avec Jeanne Tirat, la fille d'un maître maçon. Son beau-frère, Jehan Tirat, habite à Saint-Jean-d'Angély.

### Abbaye royale de Celles-sur-Belle
La même année, il est chargé de la reconstruction de l'abbatiale de l'abbaye royale de Celles-sur-Belle selon les plans d'un architecte de la Congrégation de Saint-Maur. Il n'en restait plus que les murs latéraux et le clocher. L'abbatiale avait été bâtie à la demande de Louis XI. François Le Duc l'a reconstruite à l'identique. Un premier marché est passé entre les religieux et François Le Duc le 22 avril 1668 pour « la réfection et rétablissement des voustes du sanctuaire et croizée de la grande églize dudict Celles et autres choses contenues dans le contrat ». Ce travail commencé le 20 juin est terminé en une année. Un nouveau marché est passé le 26 juin 1669. La bénédiction solennelle de l'église a eu lieu en 1676. Par une lettre adressée en 1672 au secrétaire du supérieur général de la Congrégation on apprend que « Nous avons ici le Révérend Père Randon qui commence à travailler au plan de notre maison ». Le marché est passé à François Le Duc en 1679 et les travaux se terminent en 1682 mais seule la moitié du plan a été réalisée.

### Abbaye Saint-Maixent
Le 21 mai 1670, pose de la première pierre pour la réédification de l'abbatiale de Saint-Maixent, 108 ans après sa destruction par les protestants. À la demande du R. P. prieur, le supérieur général de la congrégation a demandé à frère Robert Plouvié qui construisait le bâtiment de l'abbaye Sainte-Croix de Bordeaux de se transporter à Saint-Maixent pour tracer les dessins de l'église. Après avoir été envoyés pour être examinés et corrigés par les architectes de la congrégation et présence du R. P. supérieur général, les dessins acceptés ont été renvoyés au R. P. prieur avec pouvoir de les faire exécuter. Le prix fait pour dix piliers a été donné à François Le Duc et la pose de la première pierre fixée le 19 mai. Trois marchés successifs sont passés par François Le Duc. L'abbatiale Saint-Maixent complètement achevée est consacrée par l'évêque de Poitiers Hardouin Fortin de La Hoguette, le 30 août 1682. Son fils Pierre a été l'architecte des religieux de l'abbaye de Saint-Maixent avec lesquels il a signé des marchés, le 22 septembre 1700 pour le cloître, le réfectoire, la bibliothèque, l'hôtellerie, l'infirmerie et dix chambres pour les religieux, et le 7 décembre 1712. Des procès ont été faits par les religieux contre Pierre Le Duc auquel ils reprochent de ne pas respecter les plans et les alignements.

### Couvent des Carmélites de Niort
En 1674, il est chargé de construire le couvent des Carmélites de Niort. La première pierre avait été posée le 5 juillet 1660 par Louis XIV qui revenait de son mariage à Saint-Jean-de-Luz. La construction de la chapelle a été faite par Pierre Le Duc, en 1693 dont la première pierre a été posée le 17 août.

### Abbaye royale de Saint-Michel-en-l'Herm
L'abbaye est démolie par les protestants pendant les guerres de religion, en janvier 1569. Les moines reviennent s'installer dans l'abbaye quinze ans plus tard et relèvent les bâtiments.
En 1669, l’évêque de Luçon Nicolas Colbert fait venir la Congrégation de Saint-Maur pour restaurer l'abbaye royale de Saint-Michel-en-l'Herm. La reconstruction est confiée à François Le Duc. Il signe un premier marché de 5 000 livres le 11 juillet 1676 pour la construction du grand corps de logis, travail terminé le 26 octobre 1679, puis second marché de 26 500 livres le 23 février 1685 pour construire les bâtiments du monastère. Il adopte le style gothique.
Le 4 avril 1695, il rédige un devis pour des réparations à la flèche de l'abbatiale de Saint-Michel-en-L'Herm. En 1696 il dirige les travaux de l'abbaye de Saint-Michel-en-L'Herm.

### Église Saint-Léger de Melle
Un marché est passé le 22 juillet 1682 entre François Le Duc et le seigneur de Saint-Romans-les-Melle, fondateur de l'église Saint-Léger de Melle pour la réparer pour la somme de 600 livres. Le 2 janvier 1683, un acte constate que le travail a été fait correctement.

### Monastère de la Visitation de Poitiers
Le 15 juin 1687, François Le Duc a signé un marché pour construire le chœur de la chapelle du monastère de la Visitation de Poitiers. L'année suivante, son fils Pierre s'est engagé à terminer les travaux. En 1697, il a passé le marché pour construire le couvent.

### Cathédrale Notre-Dame-de-l'Assomption de Luçon
Sous l'épiscopat de Nicolas Colbert, le clocher s'écroule en 1665 en écrasant la première travée de la nef. Nicolas Colbert a fait reconstruire à ses frais le portail gothique par la façade rococo. C'est sous l'épiscopat de son successeur, Henri de Barillon, que François Le Duc a donné le dessin du clocher et a surveillé les travaux. La flèche n'a été terminée qu'après sa mort, en 1702. La flèche qui menaçait ruine est reconstruite à partir de 1828 en la modifiant par rapport au plan de François Le Duc. Abattue par un coup de vent en 1847, la flèche est reconstruite en suivant le plan de François Le Duc.

### Église de Périgné
La reconstruction du chevet de l'église est terminée en 1690.

### Église Notre-Dame de Fontenay-le-Comte
En 1696, il s'est rendu à Fontenay-le-Comte pour visiter le clocher de l'église Notre-Dame. Cependant la première pierre a été posée en 1700 par le sénéchal Moriceau de Cheusse. Comme François Le Duc est dit mort en 1698 par A. Richard, c'est son fils Pierre qui a dû reconstruire la flèche

### Autres informations
D'Hozier lui avait donné pour blason : de sinople à un grand duc d'argent.
Quand sa fille Madeleine meurt le 9 février 1700, elle est dite fille du défunt François Le Duc. Il est donc décédé entre 1696 et 1700. Il n'a pas été possible de vérifier l'affirmation de la date de 1698 car les archives de l'abbaye sont incomplètes.

## Famille
Deux des fils de François Le Duc et de Jeanne Tirat (morte le 28 janvier 1708) ont embrassé la même carrière que leur père :
- Pierre Le Duc, baptisé le 2 juillet 1667[17], a épousé le 12 juillet 1689 Madeleine Martin, fille d'André Martin, architecte. En 1692, il est associé avec son beau-père et dresse le plan de la chapelle des Feuillants de Poitiers. En 1692 et 1694, il passa avec son beau-père des marchés pour la maçonnerie et le charpente de la nouvelle église abbatiale Saint-Cyprien de Poitiers. En 1696, il contracte avec son beau-père des marchés des abbayes de Sainte-Croix, Saint-Cyprien et les Carmélites. En 1700, il est en procès pour terminer l'église de l'abbaye Saint-Cyprien. Il a eu plus tard un procès pour terminer l'abbaye Saint-Maixent. En 1700, il remanie l'aile gauche et la partie centrale du château des Ouches, près de Melle, appartenant à la famille Frottier de la Coste. En 1739, il est condamné à faire des réparations à l'abbaye de Montierneuf. Il est mort le 22 octobre 1740.
- François II Le Duc, né le 18 janvier 1672[3], est reçu maître maçon le 16 mars 1699. Il s'est marié le 24 novembre 1698 dans l'église Saint-Porchaire de Poitiers avec Marie-Anne Naudin, en présence de Jeanne Tirat, sa mère « fondée de procuration de son mari pour autoriser ledit mariage ». En 1713 il est en procès avec les Bénédictins. Il est mort avant le 4 mars 1713.